# Rozsdásfarkú mézevő
A rozsdásfarkú mézevő (Meliarchus sclateri) a madarak osztályának a verébalakúak (Passeriformes) rendjébe, ezen belül a mézevőfélék (Meliphagidae) családjába tartozó Meliarchus nem egyetlen faja.
A magyar név forrással nincs megerősítve.

## Rendszerezés
Besorolása vitatott, egyes rendszerezők a Melidectes nembe sorolják Melidectes sclateri  néven.

## Előfordulása
A Salamon-szigetekhez tartozó San Cristóbal szigetén honos. 